# Congrés de Verona

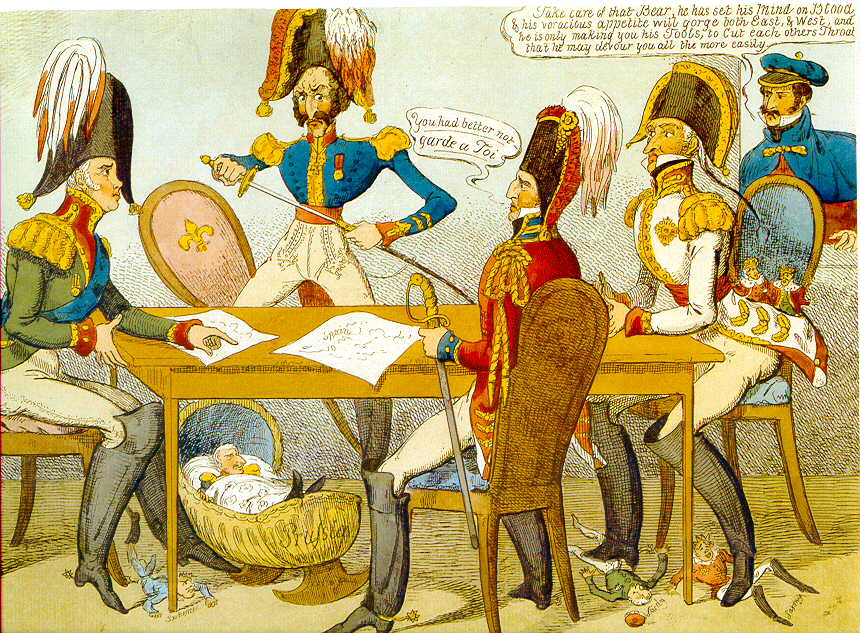
Caricatura britànica sobre els participants en el Congrés de Verona.

El Congrés de Verona fou una reunió celebrada a Verona el 1822 (de l'octubre al desembre) de les potències conservadores conegudes com a Santa Aliança (Àustria, Rússia, Prússia, Anglaterra, Regne de Sardenya, Toscana, Nàpols, Mòdena i Parma), que va tenir un gran efecte a diversos països europeus.

## Pactes
Es va pactar la retirada dels austríacs del Piemont i el seu aquarterament a Nàpols; la retirada dels otomans dels principats de Moldàvia i Valàquia i la protecció de l'església ortodoxa a Orient; i es va decidir la intervenció francesa per restaurar Ferran VII a Espanya i a les colònies espanyoles independitzades (a Amèrica). Anglaterra es va oposar a aquesta darrera decisió, que no es va dur a terme, mentre les altres foren executades en els mesos següents. Els francesos van fer prevaldre la seva proposta d'una força d'invasió conjunta per la que Prússia va comprometre homes, i el tsar va prometre 150.000 homes. Metternich, preocupat per les dificultats de transportar aquest nombre a Espanya i per les ambicions franceses, però tot i així va prometre suport moral a la força conjunta.

## Conseqüències
Els francesos van creuar els Pirineus el 7 d'abril de 1823 de manera unilateral amb els Cent Mil Fills de Sant Lluís, desfent la "solidaritat moral" establerta al congrés de Verona, i penetrant amb escassa resistència fins a Cadis començant la Dècada Absolutista, coneguda com la Dècada Ominosa pels liberals.
La primera conseqüència va ser la reinstauració de l'absolutisme a Espanya (reclamada pel mateix rei), contra el pronunciament dut a terme per Rafael de Riego que havia aconseguit assetjar políticament Ferran VII, fent-li jurar la Constitució de Cadis i establint el Trienni Liberal (1820-1823).

## Condemna per part de la Santa Aliança
| «                                | Els sotasignats plenipotenciaris […] han convingut en els articles següents: - Les altes parts contractants, plenament convençudes que el sistema de govern representatiu és tan incompatible amb el principi monàrquic, com la màxima de la sobirania del poble és oposada al principi del dret diví, s'obliga de la manera més solemne a emprar tots els seus mitjans i unir tots els seus esforços per destruir el sistema de govern representatiu de qualsevol Estat d'Europa on n'hi hagi i per evitar que s'introdueixi en els Estats on no es coneix. - Com que no es pot posar en dubte que la llibertat d'impremta és el mitjà més eficaç que empren els pretesos defensors dels drets de les nacions, per perjudicar als dels prínceps, les altes parts contractants prometen recíprocament adoptar totes les mesures per a suprimir-la, no només en els propis Estats, sinó també en tots els altres d'Europa. - Estant convençuts que els principis religiosos són els que poden encara contribuir més poderosament a conservar les nacions a l'estat d'obediència passiva que deuen als seus prínceps, les altes parts contractants declaren que la seva intenció és la de sostenir cada estat autoritzat a posar-ho en execució per mantenir l'autoritat dels prínceps [...] - Com que la situació actual d'Espanya i Portugal reuneixen, per desgràcia, totes les circumstàncies a què fa referència aquest tractat, les altes parts contractants, confiant a França el càrrec de destruir-les, assegurant auxiliar-la de la manera en què menys la pugui comprometre amb els seus pobles i amb el poble francès, per mitjà d'un subsidi de vint milions de francs anuals a cadascuna, des del dia de la ratificació d'aquest tractat, i per tot el temps de la guerra [...] - Per restablir a la Península l'estat de coses que existia abans de la revolució de Cadis […] les altes parts contractants s'obliguen mútuament que s'expedeixin les ordres més terminants perquè s'estableixi la més perfecta harmonia entre les quatre parts contractants. | » |
| — Verona, 22 de novembre de 1822 | |   |